# Reggenza di Mamberamo Centrale
La reggenza di Mamberamo Centrale (in indonesiano: Kabupaten Mamberamo Tengah) è una reggenza dell'Indonesia, situata nella provincia di Papua Pegunungan.